# 伝説の映画監督 -ハリウッドと第二次世界大戦-
『伝説の映画監督 -ハリウッドと第二次世界大戦-』（Five Came Back）は、ジャーナリストのマーク・ハリスによる書籍『Five Came Back: A Story of Hollywood and the Second World War』を原作としたアメリカ合衆国のドキュメンタリーである。ニューヨークおよびロサンゼルスで1本のドキュメンタリーとして上映され、2017年3月31日よりNetflixで全3話構成の番組として配信された。
番組ではジョン・フォード、ウィリアム・ワイラー、ジョン・ヒューストン、フランク・キャプラ、ジョージ・スティーヴンスら5人の映画監督と戦争との関わりに焦点が描かれ、現代で活動する監督であるポール・グリーングラス、スティーヴン・スピルバーグ、フランシス・フォード・コッポラ、ギレルモ・デル・トロ、ローレンス・カスダンが解説を務める。ナレーションはメリル・ストリープが務め、プライムタイム・エミー賞のナレーター賞を獲得した。

## 内容
『伝説の映画監督』では5人のアメリカ人監督（ジョン・フォード、ウィリアム・ワイラー、ジョン・ヒューストン、フランク・キャプラ、ジョージ・スティーヴンス）の経験と第二次世界大戦中の彼らの働きに焦点が当てられる。100時間以上に及ぶアーカイヴ映像から構成され、メリル・ストリープがナレーターを務めた。現代の5人の映画監督によって影響と遺産が説明され、スティーヴン・スピルバーグがワイラー、フランシス・フォード・コッポラがヒューストン、ギレルモ・デル・トロがキャプラ、ポール・グリーングラスがフォード、ローレンス・カスダンがスティーヴンスを担当した。
Netflixは本作で取り上げられた以下13本のドキュメンタリーを配信した:
- 『ミッドウェイ海戦（英語版）』（1942年、ジョン・フォード）
- 『戦争の序曲〜大戦前夜（英語版）』（1942年、フランク・キャプラ）
- 『バトル・オブ・ロシア（英語版）』（1943年、フランク・キャプラ）
- 『秘密工作員: 敵地の行動規範』（1943年、ジョン・フォード）
- 『第二次世界大戦: アリューシャン列島の記録（英語版）』（1943年、ジョン・ヒューストン）
- 『メンフィス・ベル: 空飛ぶ要塞（英語版）』（1944年、ウィリアム・ワイラー）
- 『アメリカの黒人戦士（英語版）』（1944年、スチュアート・ヘイスラー； フランク・キャプラ製作）
- 『チュニジア戦線の勝利（英語版）』（1944年、ジョン・ヒューストン）
- 『汝の敵日本を知れ（英語版）』（1945年、フランク・キャプラ）
- 『サンピエトロ（英語版）』（1945年、ジョン・ヒューストン）
- 『ナチスの強制収容所』（1945年、ジョージ・スティーヴンス）
- 『光あれ（英語版）』（1946年、ジョン・ヒューストン）
- 『サンダーボルト（英語版）』（1947年、ウィリアム・ワイラー）

## 製作
ドキュメンタリーはマーク・ハリスによる2014年の同名の書籍が基となっている。製作者は5人の映画監督が戦時中に製作した40本以上のドキュメンタリーと訓練用映画、100時間以上のニュース映画とアーカイヴ映像を研究した。彼らはまた監督たちによる50本のスタジオ映画と30時間以上におよぶ彼らの戦争映画の素材映像を見直した。監督のロラン・ブーズローはプロジェクトのために5人の現代の映画監督にインタビューするアイデアを出した。
メリル・ストリープのナレーションは2017年1月17日に収録されたが、この同日に彼女の20度目のアカデミー賞ノミネート（『マダム・フローレンス! 夢見るふたり』）が発表された。

## エピソード
| 通算 話数 | タイトル                            | 監督               | 脚本           | 放送日        |
| --- | ----------------------------------- | ------------------ | -------------- | ------------- |
| 1 | "任務の始まり" "The Mission Begins" | ロラン・ブーズロー | マーク・ハリス | 2017年3月31日 |
| 第二次世界大戦開戦時における5人の映画監督の背景と、彼らが戦争に協力するに至る動機が描かれる。ジョン・フォードは『ミッドウェイ海戦』をフランクリン・ルーズベルト大統領に直接承認させ、フランク・キャプラは『我々はなぜ戦うのか』の製作に取り組む。 |                                     |                    |                |               |
| 2 | "作戦地帯" "Combat Zones"           | ロラン・ブーズロー | マーク・ハリス | 2017年3月31日 |
| 監督たちが構想する映画が米国政府によって常に認可されるとは限らない。ワイラーはアフリカ系アメリカ人兵士への人種差別の実態を知り、黒人兵を募集する映画の製作を拒否する。一方で映画でドイツ人は人間扱いされているのに日本人は差別的に描かれていることに対し、陸軍省は当時計画されていた日系アメリカ人の全米各地の町への強制移住を妨げることになると懸念を示した。                                                                                           |                                     |                    |                |               |
| 3 | "勝利の代償" "The Price of Victory" | ロラン・ブーズロー | マーク・ハリス | 2017年3月31日 |
| 戦後、5人の映画監督はハリウッドに戻るが戦地での経験によって永く悩まされることとなる。フォードはDデイでの大殺戮を撮影した後、酒浸りとなる。スティーヴンスはダッハウ強制収容所の惨状を目撃し、自身の役目はプロパガンダ映画ではなく証拠映像を撮ることであると理解する。ワイラーは戦争中に聴力を失い、自身のキャリアの終焉を恐れる。ヒューストンは映画『光あれ』で心的外傷後ストレス障害に苦しむ兵士をとらえたが、米国政府によって上映は中止に追い込まれた。 |                                     |                    |                |               |

## 受賞
メリル・ストリープはプライムタイム・エミー賞のナレーター賞を獲得し、またジェレミー・ターナーは作曲賞にノミネートされた。